# Aveyron (département)
Pour les articles homonymes, voir Aveyron.
L'Aveyron (/a.ve.ʁɔ̃/) est un département français situé dans la région Occitanie, dans le Sud-Ouest de la France. Il doit son nom à la rivière Aveyron qui le traverse. Ses habitants sont appelés les Aveyronnais et les Aveyronnaises ou parfois Rouergats.
L'Aveyron est le cinquième plus grand département de France métropolitaine avec ses 8 735 km2, le sixième si l'on tient compte de la Guyane.
Le département fait partie de l'académie de Toulouse et dépend de la cour d'appel de Montpellier. L'Insee et La Poste lui attribuent le code 12. Sa préfecture est Rodez.

## Histoire
Le département de l'Aveyron est créé en 1790 sur la majeure partie du territoire de l'ancienne province du Rouergue.

Carte de l'Aveyron (1790).

Ses premiers habitants connus[réf. souhaitée] sont les Rutènes à l'époque gauloise, mais le peuplement est beaucoup plus ancien (premier département de France pour le nombre de dolmens : plus de mille).
En 1808, le département est amputé du canton de Saint-Antonin-Noble-Val pour créer le département de Tarn-et-Garonne.
Au 1er janvier 2016 la région Midi-Pyrénées, à laquelle appartenait le département, fusionne avec la région Languedoc-Roussillon pour devenir la nouvelle région administrative Occitanie.

## Culture

### Sous-dialecte régional
Le dialecte régional parlé dans l'Aveyron est une forme d'occitan languedocien : le rouergat. Face au risque de disparition de celui-ci, plusieurs associations demandent à l'État et aux collectivités une politique linguistique ambitieuse.
En rouergat, Aveyron s'écrit :
- Avairon (orthographe classique de l'occitan). Roergue fòrma lo despartament de l'Avairon ;
- Oboyróu (orthographe de l'abbé Vayssier). Rouèrgue fouórmo lou desportomén de l'Oboyróu.

## Géographie
Le département de l'Aveyron, situé dans le sud du Massif central, est limitrophe de sept autres: Lozère, Gard, Hérault, Tarn, Tarn-et-Garonne, Lot et Cantal.
Son point le plus haut, près du lieu-dit les Cazalets, culmine à 1 463 mètres sur les pentes occidentales du signal de Mailhebiau, du plateau de l'Aubrac. Découpé en plusieurs régions naturelles comme les Grands Causses ou le rougier de Camarès, ce département est constitué de hauts plateaux rocheux anciens, d'une grande variété géologique. Les rivières Truyère, Lot, Aveyron et Tarn y taillent de profondes vallées.

Galerie des paysages de l'Aveyron
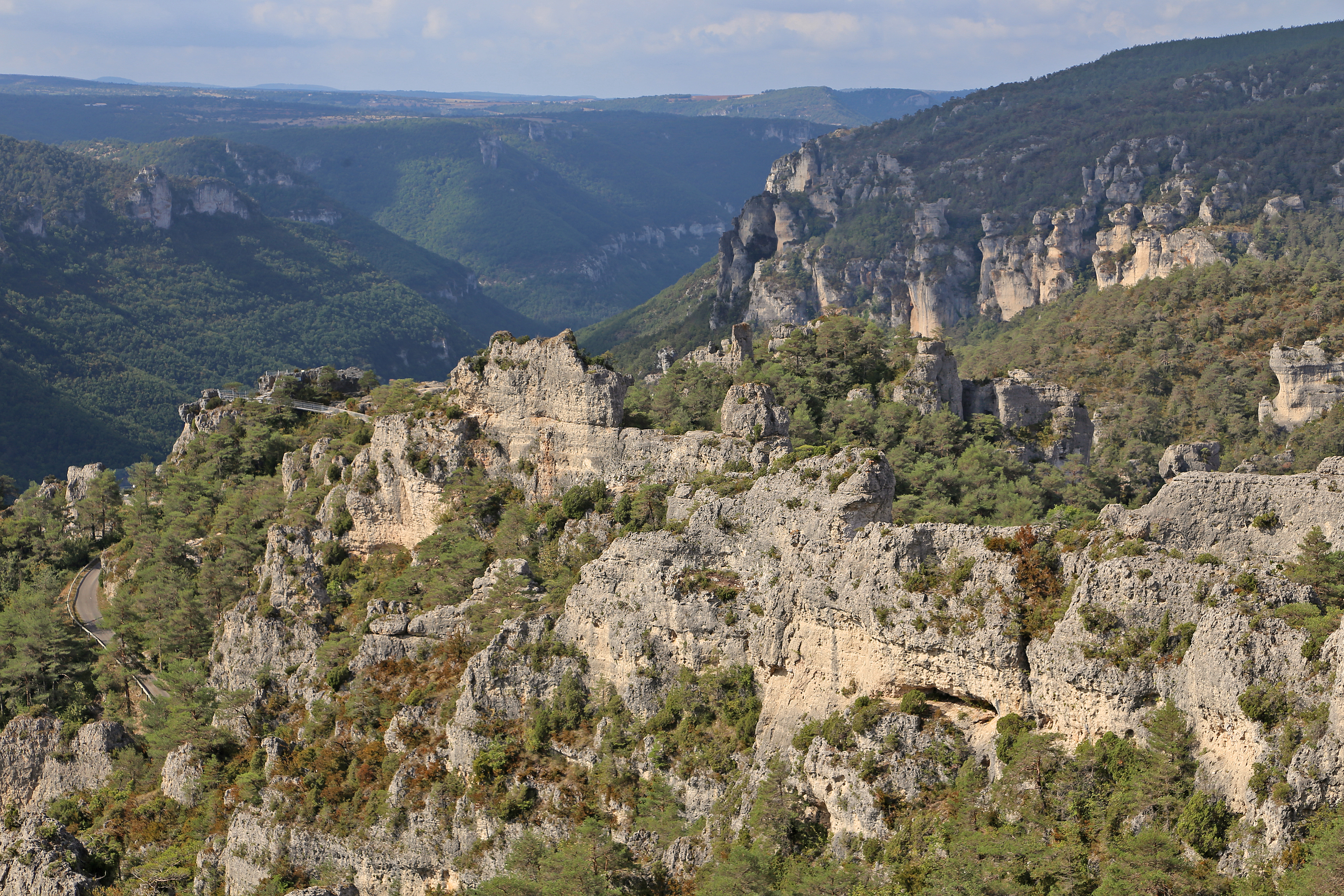
Le chaos de Montpellier-le-Vieux sur le causse Noir et les gorges de la Dourbie, au sud-est.
Le viaduc de Millau franchissant la vallée du Tarn, au sud-est.
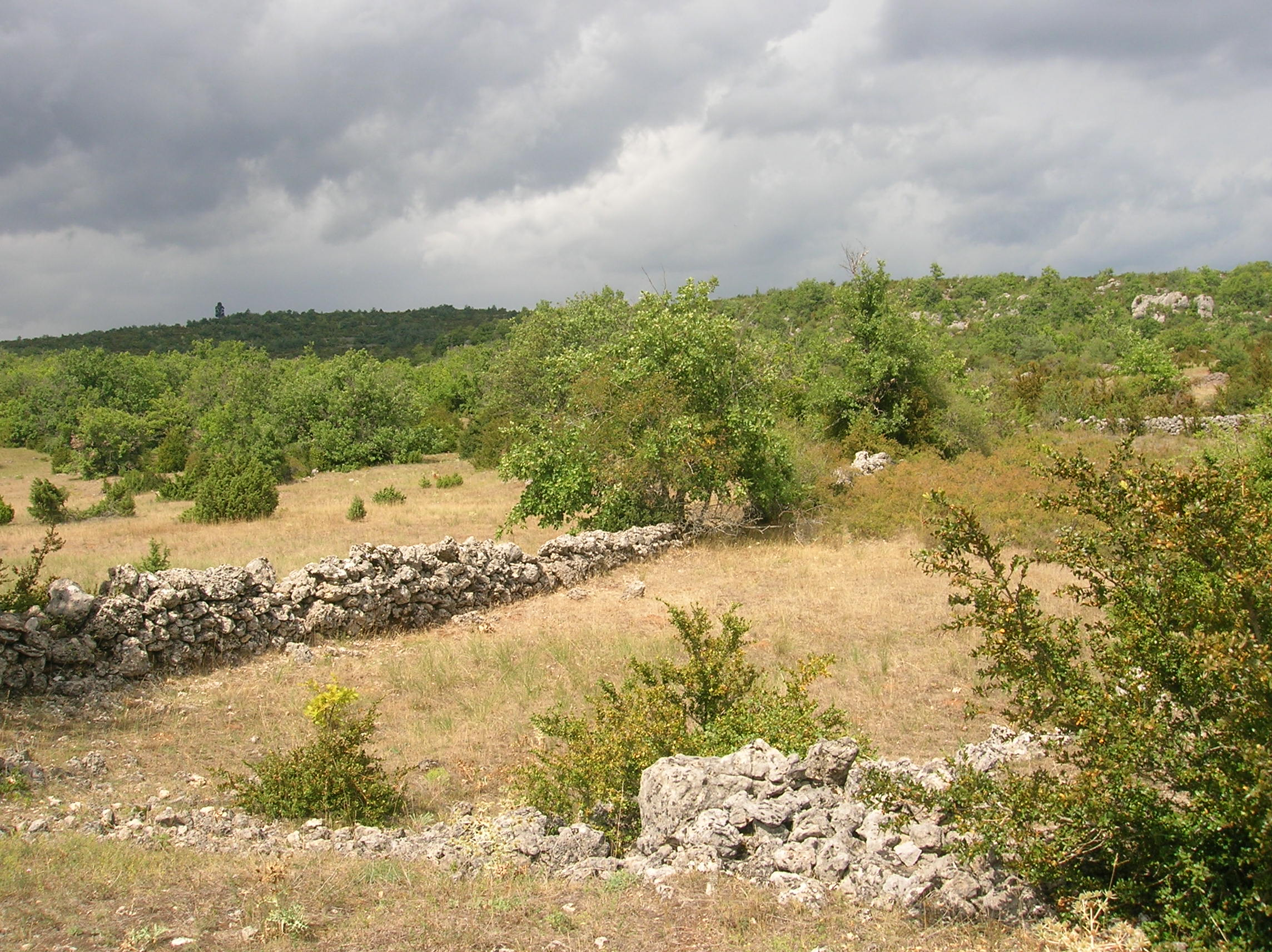
Le causse du Larzac sur la commune de La Couvertoirade, à l'extrême sud-est.

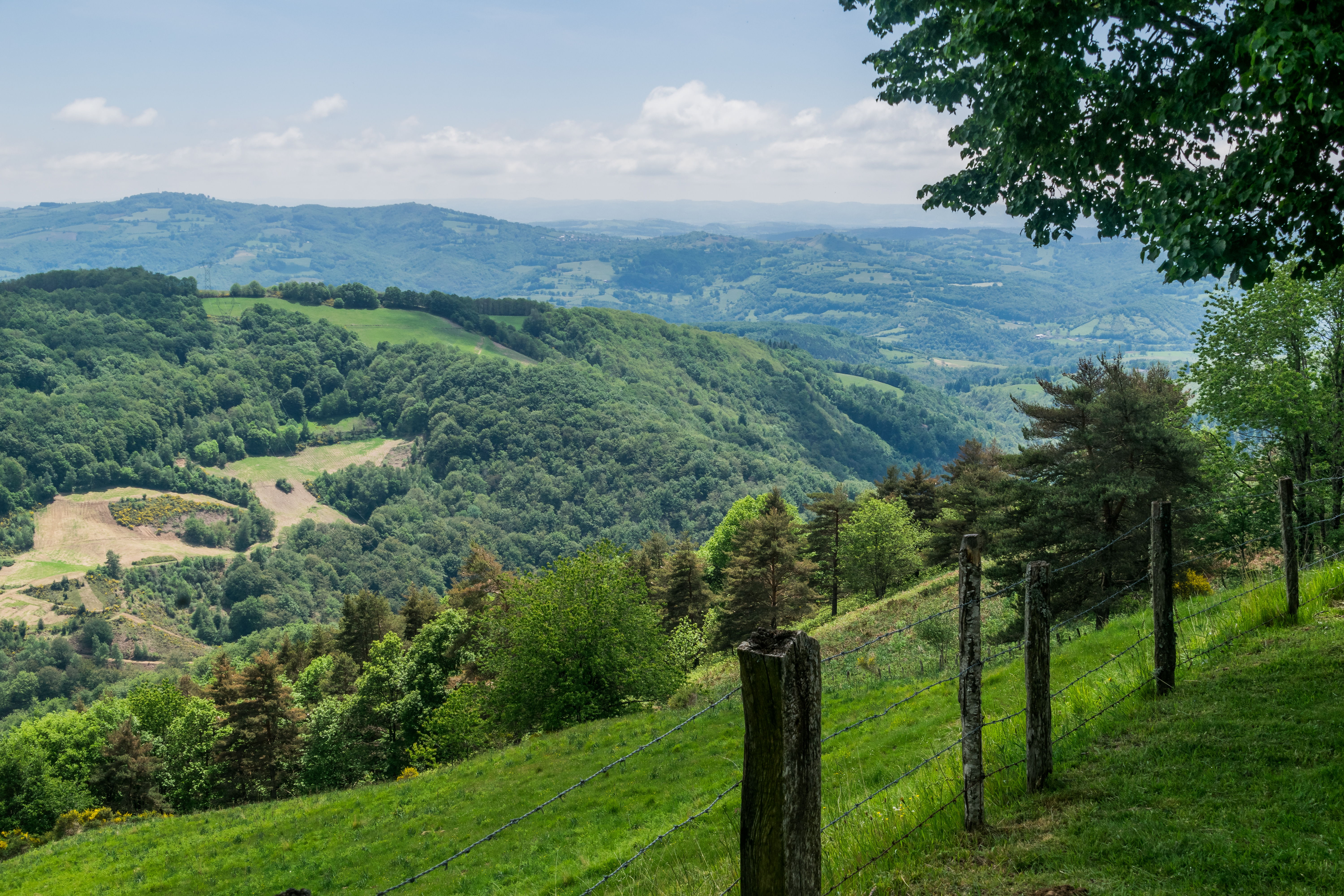
La vallée de la Boralde à Saint-Chély-d'Aubrac, dans le nord.
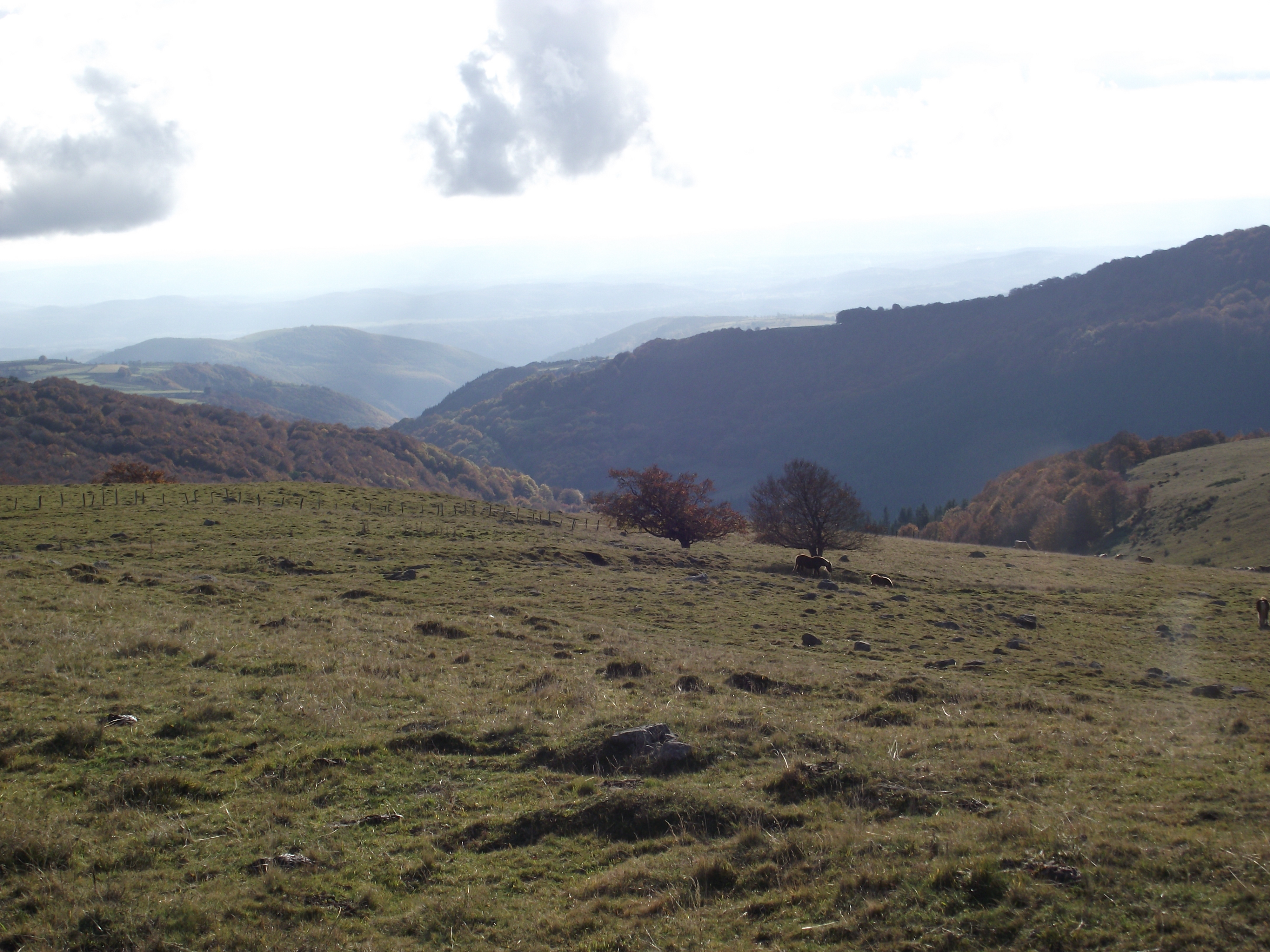
La vallée du Mardonenque depuis le signal de Mailhebiau (1 469 m), point culminant de l'Aubrac et du département, dans le nord.
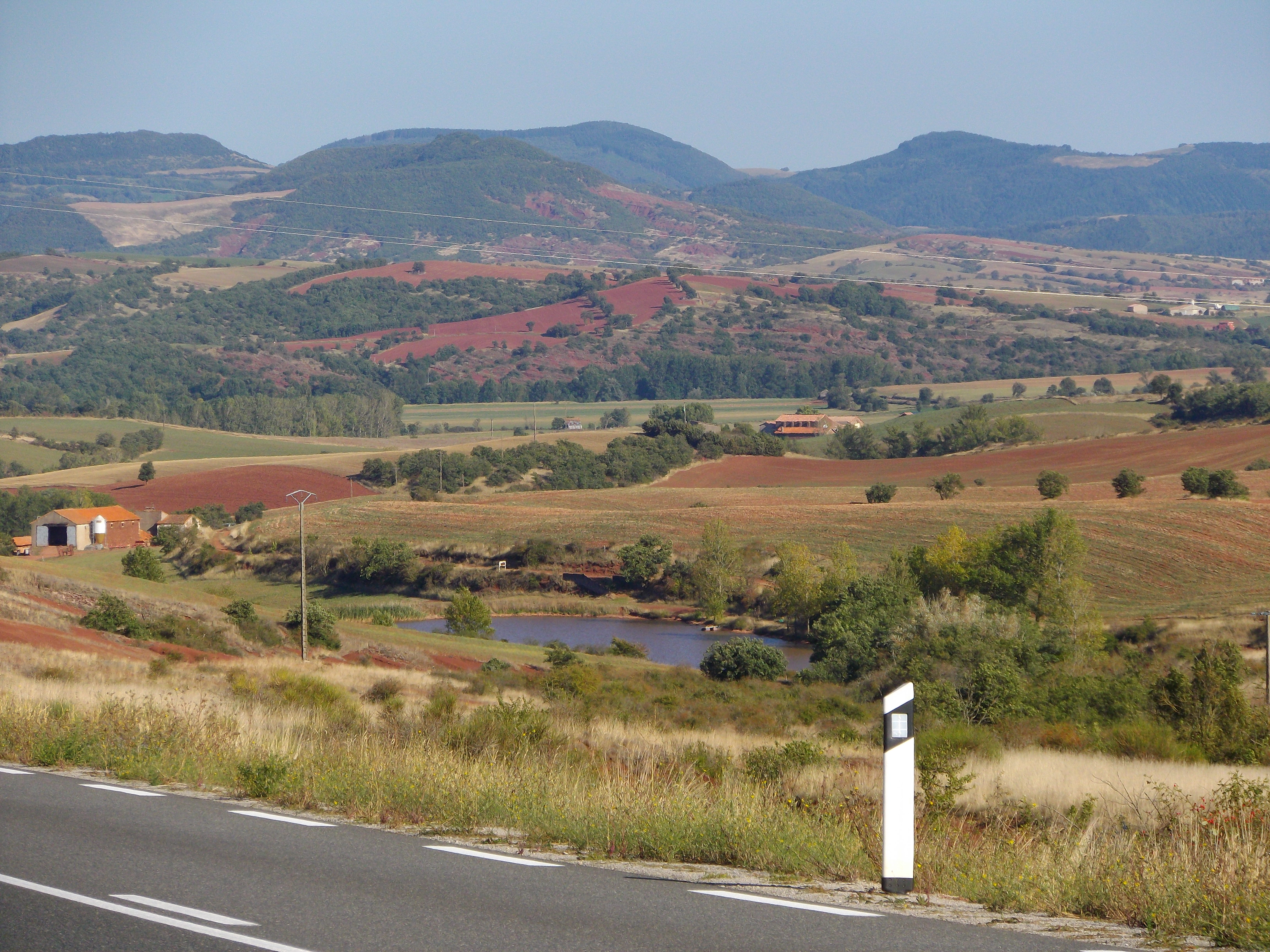
Le rougier de Camarès, au sud-ouest

## Économie

### Tourisme

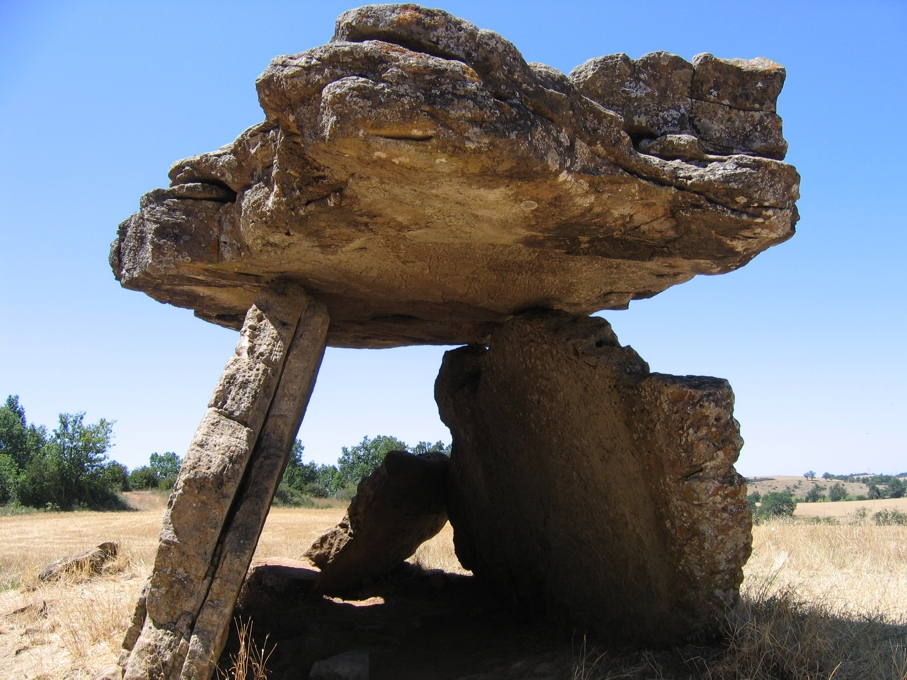
Dolmen de Tiergues, Aveyron, France.

Le département de l'Aveyron compte de très nombreux monuments historiques ouverts à la visite de nombreuses curiosités géologiques, comme le Chaos de Montpellier-le-Vieux, le Trou de Bozouls, les caves de Roquefort, ou encore la Coulée de lave de Roquelaure et plusieurs sites locaux classé à l'UNESCO. Parmi les autres lieux touristiques et attractions touristiques, parcs animaliers ou parcs d'activité locaux, en général axés sur le tourisme durable : le vélorail du Larzac, sur une ancienne ligne de chemin de fer reliant Tournemire (Aveyron) à Le Vigan (Gard), qui passe par la gare de Sainte-Eulalie-de-Cernon, sur le modèle du périple transibérien à vélorail, effectué par l'ouvrier français Lucien Péraire en 1930, reliant Irkoutsk par les voies du trans-sibérien sur une bicyclette modifiée au Tatarstan.

#### Association Les Plus Beaux Villages de France
Dix bourgs de l'Aveyron sont adhérents de l'association Les Plus Beaux Villages de France :
- Belcastel
- Brousse-le-Château
- La Couvertoirade
- Conques
- Estaing
- Najac
- Peyre
- Saint-Côme-d'Olt
- Sainte-Eulalie-d'Olt
- Sauveterre-de-Rouergue

#### Autres lieux touristiques
- Laissac (second marché aux bestiaux de France)
- Roquecézière
- Saint-Geniez-d'Olt
- Loc-Dieu
- Bonneval
- Coupiac
- Monts d'Aubrac
- Causse du Larzac
- Château et cité médiévale de Séverac-le-Château
- Bournazel
- Baraqueville
- Château de Calmont d'Olt
- Rodez
- Millau
- Plaisance
- Pons
- Villages médiévaux de la vallée de la Muse (Castelnau-Pégayrols, Montjaux, Saint-Beauzély)
- Villecomtal, bastide du XIIIe siècle en grès rouge
- Villefranche-de-Rouergue
- Villeneuve
- Le Trou de Bozouls
- Le Tindoul de la Vayssière
- Vallon de Marcillac : Marcillac-Vallon, Salles-la-Source, Clairvaux-d'Aveyron, Muret-le-Château (vignoble et bourgs)
- Lacs du Lévézou
- Laguiole
- Sainte-Geneviève-sur-Argence
- Les Gorges du Tarn
- Sainte-Eulalie-de-Cernon
- Salles-Curan et le lac de Pareloup
- Salvagnac-Cajarc
- Roquefort-sur-Soulzon
- Saint-Sernin-sur-Rance (lieu classé historique avec l'enfant sauvage Victor de l'Aveyron)
- Peyrusse-le-Roc
- Grotte de Foissac
- Le bassin de Decazeville (Decazeville, Aubin, Cransac, Firmi et Viviez) avec les anciennes mines de charbon.

#### Les résidences secondaires
Selon le recensement général de la population du 1er janvier 2008, 17,8 % des logements disponibles dans le département étaient des résidences secondaires.
Ce tableau indique les principales communes de l'Aveyron dont les résidences secondaires et occasionnelles dépassent 10 % des logements totaux en 2008 :
| Ville                        | Population municipale | Nombre de logements | Résidences secondaires | % résidences secondaires |
| ---------------------------- | --------------------- | ------------------- | ---------------------- | ------------------------ |
| Brusque                      | 314                   | 429                 | 249                    | 58,04%                   |
| Nant                         | 920                   | 929                 | 532                    | 57,24%                   |
| Saint-Jean-du-Bruel          | 693                   | 830                 | 469                    | 56,52%                   |
| Najac                        | 752                   | 930                 | 503                    | 54,09%                   |
| Canet-de-Salars              | 410                   | 438                 | 226                    | 51,60%                   |
| Saint-Chély-d'Aubrac         | 549                   | 474                 | 215                    | 45,36%                   |
| Salles-Curan                 | 1 064                 | 923                 | 415                    | 44,90%                   |
| Saint-Laurent-d'Olt          | 661                   | 545                 | 232                    | 42,49%                   |
| Arvieu                       | 861                   | 635                 | 269                    | 42,36%                   |
| Broquiès                     | 644                   | 524                 | 209                    | 39,94%                   |
| Brommat                      | 710                   | 613                 | 231                    | 37,68%                   |
| Saint-Geniez-d'Olt           | 2 034                 | 1 596               | 580                    | 36,37%                   |
| Villefranche-de-Panat        | 778                   | 600                 | 217                    | 36,17%                   |
| Laguiole                     | 1 269                 | 1 063               | 377                    | 35,48%                   |
| Saint-Rome-de-Tarn           | 845                   | 605                 | 207                    | 34,14%                   |
| Camarès                      | 975                   | 756                 | 252                    | 33,27%                   |
| Sainte-Geneviève-sur-Argence | 1 011                 | 732                 | 214                    | 29,26%                   |
| Entraygues-sur-Truyère       | 1 171                 | 862                 | 224                    | 25,96%                   |
| Cransac                      | 1 681                 | 1 357               | 310                    | 22,84%                   |
| Salles-la-Source             | 2 028                 | 1 029               | 210                    | 20,40%                   |
| Sévérac-le-Château           | 2 395                 | 1 521               | 303                    | 19,93%                   |
| Bozouls                      | 2 772                 | 1 433               | 227                    | 15,84%                   |
| Espalion                     | 4 477                 | 2 925               | 413                    | 14,14%                   |
| Saint-Affrique               | 8 112                 | 4 609               | 480                    | 10,41%                   |

- Source INSEE, chiffres au 01/01/2008.

## Démographie
En 2022, le département comptait 279 736 habitants, en évolution de +0,37 % par rapport à 2016 (France hors Mayotte : +2,11 %).
| 1791    | 1801    | 1806    | 1821    | 1826    | 1831    | 1836    | 1841    | 1846    |
| ------- | ------- | ------- | ------- | ------- | ------- | ------- | ------- | ------- |
| 371 835 | 318 340 | 331 921 | 339 422 | 350 014 | 359 056 | 370 951 | 375 083 | 389 121 |

| 1851    | 1856    | 1861    | 1866    | 1872    | 1876    | 1881    | 1886    | 1891    |
| ------- | ------- | ------- | ------- | ------- | ------- | ------- | ------- | ------- |
| 394 183 | 393 890 | 396 025 | 400 070 | 402 474 | 413 826 | 415 075 | 415 826 | 400 467 |

| 1896    | 1901    | 1906    | 1911    | 1921    | 1926    | 1931    | 1936    | 1946    |
| ------- | ------- | ------- | ------- | ------- | ------- | ------- | ------- | ------- |
| 389 464 | 382 074 | 377 299 | 369 448 | 332 940 | 328 886 | 323 782 | 314 682 | 307 717 |

| 1954    | 1962    | 1968    | 1975    | 1982    | 1990    | 1999    | 2006    | 2011    |
| ------- | ------- | ------- | ------- | ------- | ------- | ------- | ------- | ------- |
| 292 727 | 290 489 | 281 568 | 278 306 | 278 654 | 270 141 | 263 808 | 273 377 | 275 813 |

| 2016    | 2021    | 2022    | - | - | - | - | - | - |
| ------- | ------- | ------- | - | - | - | - | - | - |
| 278 697 | 279 649 | 279 736 | - | - | - | - | - | - |

### Communes les plus peuplées
| Nom                      | Code Insee | Intercommunalité                            | Superficie (km2) | Population (dernière pop. légale) | Densité (hab./km2) | Modifier                                    |
| ------------------------ | ---------- | ------------------------------------------- | ---------------- | --------------------------------- | ------------------ | ------------------------------------------- |
| Rodez                    | 12202      | CA Rodez Agglomération                      | 11,18            | 24 136 (2022)                     | 2 159              | modifier les données · modifier les données |
| Millau                   | 12145      | CC de Millau Grands Causses                 | 168,23           | 21 859 (2022)                     | 130                | modifier les données · modifier les données |
| Onet-le-Château          | 12176      | CA Rodez Agglomération                      | 40,20            | 12 062 (2022)                     | 300                | modifier les données · modifier les données |
| Villefranche-de-Rouergue | 12300      | CC Ouest Aveyron Communauté                 | 45,85            | 11 502 (2022)                     | 251                | modifier les données · modifier les données |
| Saint-Affrique           | 12208      | CC Saint Affricain, Roquefort, Sept Vallons | 110,96           | 7 924 (2022)                      | 71                 | modifier les données · modifier les données |
| Luc-la-Primaube          | 12133      | CA Rodez Agglomération                      | 26,85            | 6 054 (2022)                      | 225                | modifier les données · modifier les données |
| Decazeville              | 12089      | CC Decazeville Communauté                   | 13,88            | 5 025 (2022)                      | 362                | modifier les données · modifier les données |
| Espalion                 | 12096      | CC Comtal Lot et Truyère                    | 36,60            | 4 607 (2022)                      | 126                | modifier les données · modifier les données |
| Capdenac-Gare            | 12052      | CC Grand-Figeac                             | 20,21            | 4 394 (2022)                      | 217                | modifier les données · modifier les données |
| Sévérac d'Aveyron        | 12270      | CC Des Causses à l'Aubrac                   | 208,72           | 4 044 (2022)                      | 19                 | modifier les données · modifier les données |
| Olemps                   | 12174      | CA Rodez Agglomération                      | 12,79            | 3 531 (2022)                      | 276                | modifier les données · modifier les données |
| Aubin                    | 12013      | CC Decazeville Communauté                   | 27,23            | 3 465 (2022)                      | 127                | modifier les données · modifier les données |
| Sébazac-Concourès        | 12264      | CA Rodez Agglomération                      | 25,82            | 3 266 (2022)                      | 126                | modifier les données · modifier les données |
| Druelle Balsac           | 12090      | CA Rodez Agglomération                      | 51,25            | 3 179 (2022)                      | 62                 | modifier les données · modifier les données |
| Baraqueville             | 12056      | CC Pays Ségali                              | 33,54            | 3 168 (2022)                      | 94                 | modifier les données · modifier les données |

### Arrondissements
| Nom                                        | Code Insee | Superficie (km2) | Population (dernière pop. légale) | Densité (hab./km2) | Modifier             |
| ------------------------------------------ | ---------- | ---------------- | --------------------------------- | ------------------ | -------------------- |
| Arrondissement de Millau                   | 121        | 3 741,70         | 79 679 (2022)                     | 21                 | modifier les données |
| Arrondissement de Rodez                    | 122        | 2 869,70         | 112 791 (2022)                    | 39                 | modifier les données |
| Arrondissement de Villefranche-de-Rouergue | 123        | 2 123,70         | 87 266 (2022)                     | 41                 | modifier les données |
| Aveyron                                    | 12         | 8 735,00         | 279 736 (2022)                    | 32                 | modifier les données |

## Sociétés savantes
- Société centrale d'Agriculture de l'Aveyron, fondée en 1798, dissoute de nos jours
- Société des lettres, sciences et arts de l'Aveyron, fondée en 1836

## Personnalités
- Denys Affre (1793-1848), archevêque de Paris.
- Henri Affre (1816-1907), est un archiviste départemental, un historien régionaliste du Rouergue et un héraldiste.
- Georges d'Armagnac (vers 1500-1585), évêque d'Avignon, cardinal et évêque de Rodez.
- Didier Auriol (1958-), est le premier français à remporter le titre de champion du monde des rallyes en 1994, sur Toyota Celica.
- Benjamin Baillaud (1848-1934) Astronome spécialiste de mécanique céleste, fondateur de l'union astronomique internationale.
- Auguste de Balsac (1788-1880), haut fonctionnaire et homme politique.
- Louis Balsan (1903-1988), archéologue, spéléologue, l'un des derniers grands disciples de Martel.
- Adolphe de Barrau (1803-1884), naturaliste.
- Hippolyte de Barrau (1794-1863), fondateur de la Société des lettres, sciences et arts de l'Aveyron, érudit.
- Eugène de Barrau (1801-1887), notable.
- Justin Bessou (1845-1918), poète d'expression principalement occitane.
- Roger Béteille, né à Vors le 28 août 1921, est un ingénieur aéronautique, surnommé Monsieur Airbus en tant qu'initiateur du programme de l'avion du même nom.
- Joan Bodon (1920-1975), écrivain de langue occitane né à Crespin (maison Joan Bodon).
- Adolphe Boisse (1810-1896), ingénieur et homme politique.
- Maurice Bompard (1857-1935), peintre, l'un des fondateurs de la Société des peintres orientalistes français.
- Louis-Gabriel de Bonald (1754-1840), philosophe.
- Louis-Jacques-Maurice de Bonald (1787-1870), cardinal, archevêque de Lyon.
- Émile Borel (1871-1956), mathématicien, professeur à la faculté des sciences de Paris, spécialiste de la théorie des fonctions et des probabilités, membre de l'académie des sciences, homme politique français député et ministre.
- Louis-Jacques-Maurice de Bonald (1787-1870), prélat.
- Éric Bouad (1948-), musicien français.
- José Bové né a Talence en Gironde (1953-), altermondialiste, député européen depuis 2009, militant et ancien porte-parole de la Confédération paysanne, paysan sur le Larzac.
- Michel Bras (1946-), cuisinier 3 étoiles au Guide Michelin pour son établissement à Laguiole.
- Emma Calvé (1858-1942), est une cantatrice française (soprano), née à Decazeville.
- Jean Carrier (décédé en 1437), ecclésiastique du XVe siècle, dernier partisan et successeur de l'antipape Benoît XIII sous le nom de Benoît XIV (antipape)
- Édouard de Castelnau (1851-1944), général d'armée.
- Marc Censi (1936-), ancien président du conseil régional de Midi-Pyrénées, ancien maire de Rodez.
- Hippolyte Coste (1858-1924), botaniste.
- Bertrand Delanoë (1950-), homme politique français et maire de Paris.
- Auguste Denayrouze (1837-1883) est, avec Benoît Rouquayrol, l'un des inventeurs du scaphandre autonome.
- François d'Estaing (1501-1529), évêque de Rodez.
- Stéphane Diagana (1969 à Saint-Affrique), athlète français spécialiste du 400 m haies et du relais 4 × 400 m, champion du monde en 1997 et 2003.
- Louis Dupiech (1900-1945), résistant français, préfet de l'Aveyron, mort en déportation.
- Jules Duval, né à Rodez le 30 avril 1813 et mort le 20 septembre 1870, avocat, économiste et journaliste français. Il est un farouche partisan du fouriérisme et de la colonisation de l'Algérie.
- François Fabié (1846-1928), poète.
- Jean-Henri Fabre (1823-1915), est un homme de sciences, un humaniste, un naturaliste, un entomologiste éminent, un écrivain passionné par la nature et un poète français et de langue d'oc (et à ce titre félibre), lauréat de l'Académie française et d'un nombre élevé de prix.
- Robert Fabre (1915-2006), fondateur du Mouvement des Radicaux de Gauche, médiateur de la République.
- Maurice Fenaille (1855-1937), mécène.
- Denis Frayssinous (1765-1841), prélat et précepteur du Dauphin.
- David Frétigné (1970-), pilote de motocross, d'enduro et de rallye-raid.
- Gustave Garrigou (1884-1963), vainqueur du Tour de France en 1911.
- Alexandre Geniez (1988-), coureur cycliste.
- Charles Girou de Buzareingues (1773-1856), agronome et philosophe.
- Jacques Godfrain, ancien député de la troisième circonscription de l’Aveyron de 1978 à 1995 puis de 1997 à 2007, Ministre de la Coopération durant les gouvernements Juppé I et II, et maire de Millau de 1995 à 2008.
- Alain Guiraudie (1964-), scénariste et réalisateur.
- Frédéric Hantz (1966-), entraîneur de football.
- Marie-Sophie Lacarrau (1975-), journaliste.
- Guy Lacombe (1955-), entraîneur de football.
- Bernard Laporte (1964-), entraîneur de rugby
- Amédée Latieule (1838-1903), évêque de Vannes.
- Alain Layrac, est un scénariste français né en 1965 à Decazeville.
- Cyril Lignac (1977-), cuisinier français et animateur de télévision.
- Eugène Loup (1867-1948), peintre.
- Jean-Claude Luche (1952-), président du conseil général de l'Aveyron de 2008 à 2017.
- Jean-Henri Magne (1804-1885), est un naturaliste français, professeur puis directeur de l'École nationale vétérinaire d'Alfort.
- Colette Magny (1926-1997), chanteuse et auteur-compositeur. Son grand succès : Melocoton en 1963.
- Cardinal François Marty (1904-1994), cardinal archevêque de Paris.
- Jules Merviel (1906-1976), populaire coureur cycliste des années 1930.
- Amans-Alexis Monteil (1769-1850), historien.
- Antoine de Morlhon (1753-1828), archevêque d'Auch.
- Auguste de Morlhon (1799-1862), évêque du Puy.
- Alain Peyrefitte (1925-1999), écrivain, ministre, membre de l'Académie française.
- Charles de Pomairols (1843-1916), poète régionaliste, originaire de Villefranche-de-Rouergue.
- Pierre Poujade (1920-2003), homme politique.
- Denys Puech (1854-1942), sculpteur, directeur de la Villa Médicis.
- Jean Puech (1942-), ancien président du conseil général de l'Aveyron, sénateur et ancien ministre.
- Jacques Puel (1949-2008), médecin ruthénois spécialisé en chirurgie cardiothoracique.
- Paul Ramadier (1888-1961), premier Président du Conseil de la Quatrième République (SFIO), ministre, député et maire de Decazeville.
- Guillaume-Thomas Raynal (1713-1796), historien, philosophe.
- Sainte Émilie de Rodat (1787-1852), fondatrice de la congrégation des Sœurs de la Sainte-Famille.
- Gaëtan Roussel (1972-), auteur compositeur.
- Richard Sainct (1970-2004), pilote de moto.
- Antoine Salvanh (vers 1476 - vers 1554), architecte.
- Pierre-Frédéric Sarrus (1798-1861), mathématicien.
- Frédéric Saurel, est un acteur, producteur, réalisateur et scénariste français né en mai 1967.
- Pierre Soulages (1919-2022), peintre.
- Jean-Joseph Tarayre (1770-1855), général et baron d'Empire napoléonien.
- Jacques d'Izarn de Valady (1766-1793), officier, député, fusillé.
- Armand Vaquerin (1951-1993), international de rugby, recordman du nombre de titres de champion de France (10) avec le club de Béziers.
- Joseph Vaylet (1894-1982), majoral du félibrige, est un écrivain, poète, disciple de Frédéric Mistral, qui a contribué à la renaissance de la culture occitane en Aveyron.
- Abbé Aimé Vayssier (1821-1874), ecclésiastique licencié ès-lettres auteur du Dictionnaire patois-français du département de l'Aveyron.
- Jean Verdier (1864-1940), cardinal archevêque de Paris.
- Victor de l'Aveyron (1787?-1828), enfant sauvage d’abord recueilli en 1797 à Lacaune puis retrouvé en 1800 à Saint-Sernin-sur-Rance.
- Eugène Viala (1859-1913), poète, peintre, graveur.
- Zinédine Zidane, né le 23 juin 1972 à Marseille, est un footballeur international français devenu entraîneur. Il est citoyen d'honneur de l'Aveyron depuis 1999[7].